# ایسی تاکاهاشی (بازیکن فوتبال)
ایسی تاکاهاشی (ژاپنی: 髙橋 壱晟؛ زادهٔ ۲۰ آوریل ۱۹۹۸) یک بازیکن فوتبال اهل ژاپن است.
از باشگاه‌هایی که در آن بازی کرده‌است می‌توان به باشگاه فوتبال جف یونایتد چیبا، باشگاه فوتبال رینوفا یاماگوچی و باشگاه فوتبال مونتدیو یاماگاتا اشاره کرد.